# Бережанський український драматичний театр
Бережанський український драматичний театр — пересувний театр у м. Бережани Тернопільської області, який діяв у 1940—1941.
Головний режисер — М. Хороманський.

## Актори
У трупі виступали:
- Панас Карабіневич,
- І. Кузенко,
- С. Кузьова,
- О. Пришляк,
- І. Шикульський,
- В. Росса (диригент).